# Anna Harr
Anna Harr (* 5. April 2000 in Phoenix, Arizona) ist eine US-amerikanische Schauspielerin und Tänzerin.

## Leben
Harr wuchs in Mesa, Arizona auf und war vor ihrer Schauspielkarriere bereits als Tänzerin bekannt. Dadurch erhielt sie eine Rolle in einer Episode der Fernsehserie Shake It Up – Tanzen ist alles. Neben Serienauftritte spielte sie 2013 in dem Kurzfilm A Lovely Afternoon mit, der im Juni 2013 auf dem Jerome International Film and Music Festival uraufgeführt wurde. 2015 hatte sie Besetzungen in den Spielfilmen Strange Blood, A Beautiful Now und How to Make a Deal with the Devil. 2016 durfte sie im Spielfilm The Curse of Sleeping Beauty – Dornröschens Fluch mitwirken. Im gleichen Jahr folgten Rollen in den Spielfilmen Restoration und Ghosthunters. Ab 2017 folgten verstärkt Rollen in mehreren B-Movies.

## Filmografie (Auswahl)
- 2012: Shake It Up – Tanzen ist alles (Shake It Up) (Fernsehserie, Episode 2x13)
- 2013: The Soup (Fernsehserie, Episode 9x54)
- 2013: A Lovely Afternoon (Kurzfilm)
- 2013: The Flip Side (Fernsehserie, Episode 2x07)
- 2013: Up North (Fernsehserie, Episode 1x01)
- 2013: Ladykillers, Inc (Kurzfilm)
- 2014: Chasing the Sunset
- 2015: Strange Blood
- 2015: The Woman of the Mountain (Kurzfilm)
- 2015: A Beautiful Now
- 2016: The Curse of Sleeping Beauty – Dornröschens Fluch (The Curse of Sleeping Beauty)
- 2016: Restoration
- 2016: Ghosthunters
- 2017: Take a Stand (Kurzfilm)
- 2017: Bethany
- 2017: Stasis
- 2018: Eleven Eleven
- 2018: Krampus: Origins
- 2019: Blood Craft
- 2019: Eminence Hill
- 2020: The Dark Side of Opulent
- 2020: Battlefield 2025
- 2020: Meteor Moon
- 2021: Methuselah
- 2022: Tales from the Other Side
- 2022: Hot Seat
- 2022: Shadow Master
- 2023: Love by Design
- 2024: Hellhounds
- 2024: The Keepers of the 5 Kingdoms